# Szelestey Károly
Szelestey Károly (Nagytőre (Bars megye), 1847. február 1. – Budapest, 1912. július 15.) magyar királyi csendőralezredes, vezérőrnagy.

## Élete
Az érettségit a selmecbányai evangélikus líceumban tette le és 1869-ben besorozták a barsi 61. honvéd-zászlóaljhoz; 1870-71-ben a tisztképző-tanfolyamot végezte Pozsonyban. 1872. február 28-án hadnaggyá nevezték ki; 1878-ban főhadnagy lett és a 61. zászlóaljnál 1873-tól 1876-ig segédtiszt volt. 1876-77-ben a Ludovika Akadémián a felsőbb tiszti tanfolyamot végezte; 1877-80-ban a honvédelmi miniszterium I. osztályában alkalmaztatott, majd 1879-80-ban segédtiszt volt a Ludovika Akadémián, 1881-82-ben pedig ismét a honvédelmi minisztériumban alkalmazták. 1882-ben, miután Kolozsvárt a csendőrtiszti szakvizsgát letette, átlépett a csendőrséghez, ahol 1884-ben századossá, 1895-ben őrnaggyá és 1898-ban alezredessé lépett elő. A csendőrségnél 1882-től 1884-ig szakaszparancsnok, 1884-85-ig szárnyparancsnok, 1895-től 1897-ig budapesti csendőrkerületi parancsnok-helyettes volt; 1898. július 1-től pedig a székesfejérvári VI. csendőrkerület parancsnoka.
A Ludovika Akadémia Közlönyében (1879-80) és több napilapban jelentek meg cikkei.

## Művei
- Katonai irálytani jegyzetek. Tekintettel a m. kir. csendőrség irodai ügyvitelére. Kolozsvár, 1884.
- Csendőr-élet. (Esemény-leírások a csendőrség életéből.) Uo. 1887.

Szerkesztette és kiadta: A magyar kir. csendőrség Évkönyvét (1884-87.).